# Mountainaire
Mountainaire è una località degli Stati Uniti d'America, situata nella Contea di Coconino, nello Stato dell'Arizona.